# Michael Ehré

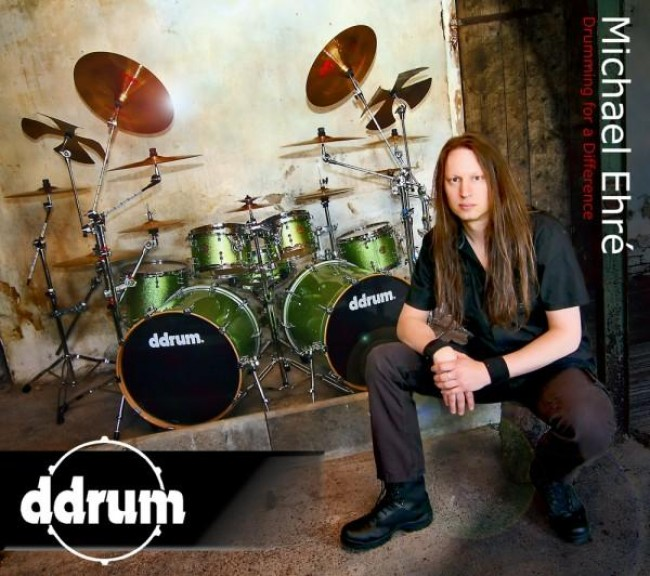
Michael Ehré

Michael Ehré (* 1. August 1971 in Brake) ist ein deutscher Schlagzeuger der Band Gamma Ray.

## Biografie
Seine musikalische Laufbahn begann im Alter von 10 Jahren und führte ihn durch lokale Bands, bevor er im Sommer 1991 erstmals überregional auf sich aufmerksam machte und sich der Hardrock-Band Pryer anschloss.
Nach einigen Konzerten und einem Album (Kick ’n’ Rush) formierte er 1997 zusammen mit dem Pryer-Sänger Frank Schütte Murder One, ehe er Ende 2001 zur Hamburger Formation Metalium wechselte. Mit ihnen hat er sechs Alben und eine DVD produziert. Von 2005 bis 2012 gehörte er zudem zur Band des ehemaligen Scorpions-Gitarristen Uli Jon Roth, mit dem er erstmals über die Grenzen Europas tourte und Japan, U.S.A. und Neuseeland bereiste. Von 2009 bis 2011 spielte er bei Firewind, der griechischen Metalband des Ozzy Osbourne-Gitarristen Gus G. 2010 gründete Michael seine „eigene“ Band Love.Might.Kill, mit denen er bislang zwei Alben produzierte. Seit 2012 ist er festes Bandmitglied der Hamburger Metal-Institution Gamma Ray, die mit dem Album Empire Of The Undead erfolgreich waren. Chart-Platzierungen konnte er in seiner Zusammenarbeit mit Matt Gonzo Roehr feiern.
Seit seiner Jugend spielt er auch Gitarre/Bass und komponiert Musik und Texte. Dies beschränkt sich nicht nur auf Bands, in denen er festes Mitglied ist – auch für Saeko/Weinhold hat Michael Ehré Songs geschrieben.
Ehré ist darüber hinaus Gitarrist, Songwriter und Produzent. Auf Alben ist er zeitgleich sowohl an den Drums als auch an der Gitarre zu hören und war oftmals auch am Songwriting und an der Produktion beteiligt. Er spielte in den Bands Metalium, Uli Jon Roth, Firewind, Vinnie Moore, Kee Marcello und hatte Auftritte mit Robbie Krieger (The Doors), Paul Gilbert (Mr. Big), Jeff Scott Soto (Yngwie J. Malmsteen), Don Dokken, Francis Buchholz (ehemals Scorpions), Tobias Sammet (Edguy, Avantasia), Marty Friedman (ehemals Megadeth), Alex Skolnick (Testament), Warren DeMartini (Ratt, ehemals Whitesnake), Graham Bonnet (ehemals Rainbow), Doug Aldrich (Whitesnake), Chris Impellitteri, Roy Z. (Halford, Bruce Dickinson), George Bellas, Steve Smyth (ehemals Nevermore), Tony Franklin, Joe Stump, Johnny Hiland.

## Equipment
Michael ist Endorser für Mapex, Paiste Cymbals; er spielte bis Frühjahr 2014 „5A Crusher“-Sticks und wechselte dann zu „Rock Crusher“.

### Drums
- 2 × 22″ Bassdrums
- 1 × 14″ Snaredrum
- 1 × 10″ Tom
- 1 × 12″ Tom
- 1 × 14″ Standtom
- 1 × 16″ Standtom

## Diskografie
Pryer
- Kick ’n’ Rush

Murder One
- Murder One
- Touched

Metalium
- Hero-Nation
- As One
- Demons Of Insanity
- Nothing To Undo
- Incubus
- Grounded

Fortenbacher
- Königin der Nacht

Saeko
- Above Heaven - Below Heaven
- Life

Weinhold
- Below The Line

Uli Jon Roth
- Under A Dark Sky

Nitewalk
- Darker Shade Of Grey

Love.Might.Kill
- Brace For Impact
- Too Big To Fail

Matt Gonzo Roehr
- Blitz und Donner
- Alles ändert sich
- Zuflucht vor dem Sturm

Gamma Ray
- Master Of Confusion
- Empire Of The Undead

Starchild
- Starchild

Tyske Ludder
- Scientific Technology
- Creutzfeldt EP
- Diaspora

The Unity
- The Unity